# Chevilly-Larue
Chevilly-Larue település Franciaországban, Val-de-Marne megyében. Lakosainak száma 19 813 fő (2022. január 1.). Chevilly-Larue L’Haÿ-les-Roses, Rungis, Fresnes, Thiais és Vitry-sur-Seine községekkel határos.

## Népesség
A település népességének változása:
| Lakosok száma | 18 894 | 19 169 | 19 454 | 19 491 | 19 863 | 19 988 | 20 372 | 20 326 | 19 813 |
|               | 2013   | 2015   | 2016   | 2017   | 2018   | 2019   | 2020   | 2021   | 2022   |